# 愛情靈藥 (凱莎歌曲)
〈愛情靈藥〉是美国唱片艺术家和词曲作者凱莎出资她首张专辑中的一首歌曲。2010年5月14日，它作为专辑中的第三首单曲发行。这首歌是由凱莎、她母親佩比·希伯特與亞默共同创作的，并与路克博士和班尼·布蘭柯共同完成歌曲制作。
〈愛情靈藥〉的最初创作是在飞机上开始的。凱莎将歌曲阐述为轻松无忧无虑的感觉以及不是太严肃的。这首歌的灵感来源于她和她的前男友；它是关于他们精神关系上相互的爱情来与毒药做比较。凱莎的歌曲听上去欢快但是也包含着暗淡的底色，一种对某人的痴迷以及关于心碎的的情感。

## 创作灵感
在MTV的介绍中，凱莎说“这首歌是在飞机上创作的，大概10分钟的样子”，这首歌有无忧无虑的欢快感觉；它是“有趣和愚蠢的”以及不会太严肃。当被问及歌曲的最后一句“我喜欢你的胡须”以及是出自何处时，凱莎解释道,「我总是和有胡须的男人交往。你好，我是来自纳什维尔的，我是乡巴佬......然后乡巴佬看上去比较热了，这样对我来说很好。我尽量将之前男友看上去像男生乐团。」
凱莎之后详细的阐述了歌曲的灵感，「这是关于我和前男友的，我们热烈的精神上的关系。我们显得怪诞的，如同粘在相互之间的毒药，在所有时间都互相看见和召唤。那是我是坠入爱情中的，这首歌听起来十分欢快，但是它是一首有点暗淡的歌曲。当你对某人太痴迷的时候你就会显得怪异...我所写的是关于坠入爱情，恋爱中，分手因为他是个失败者，被心碎的。我唱得不仅只是关于争吵，但是还有爱情。」

## 曲目
| - 澳洲單曲CD 1. "Your Love Is My Drug" (Album Version) – 3:06 2. "Your Love Is My Drug" (Instrumental Version) – 3:06 - 英國單曲 1. "Your Love Is My Drug" – 3:06 2. "Your Love Is My Drug" (Dave Audé Radio) – 3:49 | - 英國EP 1. "Your Love Is My Drug" – 3:06 2. "Your Love Is My Drug" (Dave Audé Radio) – 3:49 3. "Your Love Is My Drug" (Bimbo Jones Radio) – 3:07 4. "Your Love Is My Drug" (Music Video) – 3:28 |